# Trachylepis sparsa
Trachylepis sparsa este o specie de șopârle din genul Trachylepis, familia Scincidae, descrisă de Mertens 1954. Conform Catalogue of Life specia Trachylepis sparsa nu are subspecii cunoscute.